# Круглое (Травнинский сельсовет)
Круглое — деревня в Мокроусовском районе Курганской области России. Входит в состав Травнинского сельсовета.

## Климат
Климат характеризуется как континентальный, с холодной продолжительной малоснежной зимой и коротким жарким летом. Средняя температура воздуха самого холодного месяца (января) составляет −16,8 °C (абсолютный минимум — −44 °С); самого тёплого месяца (июля) — 18,5 °C (абсолютный максимум — 39 °С). Безморозный период длится 130 дней. Годовое количество атмосферных осадков — 429 мм, из которых 200 мм выпадает в тёплый период.

## Население
| 1989 | 2002 | 2010 |
| ---- | ---- | ---- |
| 189  | ↘140 | ↘79  |

Согласно результатам Всероссийской переписи населения 2002 года, в национальной структуре населения русские составляли 59 %.